# ヴィルヘルム・ラインハルト・フォン・ナイペルク

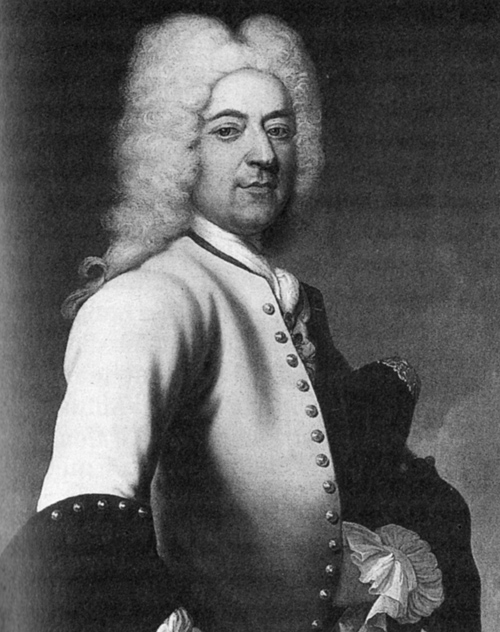
ヴィルヘルム・フォン・ナイペルク伯

ヴィルヘルム・ラインハルト・フォン・ナイペルク（ドイツ語: Wilhelm Reinhard von Neipperg, 1684年5月27日 - 1774年5月26日）は、オーストリアに仕えた貴族、軍人。はじめ男爵、後に伯爵となり、元帥に列せられた。
ナイペルク家はシュヴァーベンに本領をもった貴族で、父はやはり軍人であったエーベルハルト・フリードリヒ。孫にナポレオン戦争時代に活躍したアダム・アルベルトがいる。また、娘のアウエルスペルク侯爵夫人マリア・ヴィルヘルミーナは大変な美人で知られていて、神聖ローマ皇帝フランツ1世の愛人との噂が流れ、また若いころのシャルル・ド・リーニュ侯とは恋愛関係にあったという。姓はナイツペルグの表記も。

## 概歴
1702年から軍に入り、1716年には大佐となる。墺土戦争に従軍してオイゲン公子やメルシー伯の元で活躍、続いて四国同盟戦争が始まるとシチリアに転戦し、フランカヴィッラの戦いに参加して負傷した。
1723年、ナイペルクは少将に昇進するが、この年にナイペルクはカール6世より、皇女マリア・テレジアの皇配に内定しつつあったロートリンゲン公国公世子フランツ・シュテファンの教育者に任命された。ナイペルクは公子に対するカール6世の目の役割を果たすため、当時ウィーンで暮らしていたフランツに何年間も付き添い、1729年にロートリンゲン公レオポルトが没してフランツが公国継承のため母国に帰った際にも同行した。1730年、ナイペルクはルクセンブルク要塞の司令官となってフランツとしばし別れたが、まもなくフランツの諸国宮廷訪問が始まると、ウィーンの指示に従ってその計画を組みたて同行する役目を負って、また付き添い生活を送った。この間、1726年にマリア・フランキスカ・フォン・ケーフェンヒュラーと結婚している。
1733年、中将となる。同年にポーランド継承戦争が発生するとナイペルクは北イタリア戦線に従軍し、ロンバルディアを巡ってフランス、サルデーニャ連合軍を相手に戦った。1735年、歩兵大将に昇進。1737年、テメシュヴァール総督に任じられる。
このころバルカン方面ではすでに再度の対オスマン帝国戦争が始まっており、ナイペルクも主な指揮官の一人として従軍した。この戦争において、オーストリアは稚拙な戦略、低い士気と深刻な補給不足によって大きな損害をこうむって戦争を続けることができず、ベオグラードを含む、かつてオイゲン公子が獲得したバルカン南部の広い領域をベオグラード条約によって割譲せざるをえなかった。ナイペルクはこの戦争の指揮について主要な責任を負う人物の一人であって、ナイペルクの場合は特に、1739年に生じたグロッカの戦いの敗北のあと、ナイペルクが代表となったベオグラードでの和平交渉において、本国との連絡の齟齬や状況の不十分な検討のため本国の承認なしにひどく不利な条件で講和条約をまとめて皇帝が事後承認せざるを得ない状況に追いやったことが責められていた。戦争終結後、ナイペルクはカール6世によって他の将軍ともども軍法会議にかけられ、グラーツ要塞に収監された。
1740年、カール6世が没して娘のマリア・テレジアが即位したことからナイペルクは釈放され、さらにオーストリア継承戦争が始まったことによって、シュレージエンに侵攻してきたプロイセンはフリードリヒ2世（大王）を迎撃する軍の指揮官に任命された。
1741年早春、シュレージエン占領を着々と進めていたプロイセン軍に対し、ナイペルク軍は雪解け前の山地越えを実行してその虚を突き、孤立していた要塞を救出してプロイセン軍の本国からの分断を目指したが、急きょ部隊をまとめて会戦を挑んできたフリードリヒ大王の前にモルヴィッツの戦いで敗れた。
ナイペルクは敗戦の2日後に元帥に昇進した。会戦後、ナイペルクは態勢を立て直して何とかナイセ以南のシュレージエンを確保し、ブリークを陥としたプロイセン軍とナイセ川を境にして睨みあい、しばらくの間膠着状態となった。8月、戦況打開のためナイペルクはシュヴァイトニッツへの前進を試みた。この行動はある程度大王を驚かせたが、大王の軍が接近してナイペルク軍とナイセの間に割り込みを図ると、すぐに反転撤退してナイセ川南岸に戻った。
当時のオーストリアは孤立状態にあって、ベーメンには新たにフランス、バイエルン軍が侵入を開始するなど苦戦していた。そこでオーストリアはイギリスの仲介のもとにプロイセンと秘密講和を結ぶことを決め、その代表にやはりナイペルクが指名された。このクラインシュネレンドルフの密約で、オーストリアは下シュレージエンの割譲を認めてプロイセンと秘密裏に停戦し、ナイペルクは軍をベーメンに転進させた。ベーメンでナイペルクはオーストリアからやって来たフランツの援軍と合流し、プラハを救援するはずであったが、プラハが早くに陥落したためオーストリア軍はベーメン南部に引き返して冬営準備に入り、ナイペルクはここで軍司令官の役を免ぜられ、再びルクセンブルク要塞の司令官となって南ネーデルラント戦線に異動した。
ナイペルクはその後デッティンゲンの戦いにも参加したが、まもなく第一線の指揮からは引き上げられた。しかし、ナイペルクは以後も軍の高い地位を占めており、1753年には金羊毛騎士位を与えられ、1755年には宮廷軍事委員会の副総裁に就任している。
ナイペルクの評価は非常に良くない。ベオグラード条約の責任問題では死刑も含めて議論され、投獄の末に代替わりによって復権したのも束の間、モルヴィッツの敗戦によって軍中の非難を一身に受け、さらに権威を喪失した。モルヴィッツで敗北したナイペルクに対する軍の反応は、複数の将軍が彼の指揮下で戦うのを拒否したと言われるほどの厳しさで、その後も彼が地位を保ち、あまつさえ宮廷軍事委員会に席を置いていられたのは、名門貴族家の影響力と、後はもっぱら彼と皇帝の深い繋がりによるものと見なされている。軍事委員会での働きも悪しきものであったとされ、また就任の時点ですでに70を越えていたにもかかわらず、皇帝夫妻の好意によってナイペルクは、老齢のために職務に支障をきたすようになるまで長く在職し続けた。
しかし、軍指揮官としてのナイペルクについては、評価は必ずしも否定的なものばかりではない。フリードリヒ大王は、彼の戦歴最初の相手ということもあって、ナイペルクについて一方的に低いだけの見方はしておらず、モルヴィッツの後にナイペルクが採った作戦を評価してさえいる。トーマス・カーライルは「何という軍人の人生。何という運命。（中略）ナイペルクは、彼がオイゲン公子ではなかったという理由で罪ありとされ、しかし国事犯として絞首刑にされることはなかった」とやや同情気味に彼の更迭を書いた。

## 参考資料
- ゲオルグ・シュライバー 著、高藤直樹 訳『偉大な妻のかたわらで フランツ1世・シュテファン伝』（谷沢書房、2003年）
- Christopher Duffy, The Army of Maria Theresa, （UK: DAVID & CHARLES, 1977）
- Robert B. Asprey, Frederick the Great The Magnificent Enigma, （New York: Ticknor & Fields, 1986）
- Thomas Holcroft, Posthumous works of Frederic II, king of Prussia, Volume 1, （G.G.J. and J. Robinson 1789, Digitized Jan 25, 2008）
- Thomas Carlyle, History of Friedrich II
- ADB:Neipperg,_Wilhelm_Reinhard_Graf Allgemeine Deutsche Biographie, herausgegeben von der Historischen Kommission bei der Bayerischen Akademie der Wissenschaften, Band 52 (1906), ab Seite 610, Digitale Volltext-Ausgabe in Wikisource
- Harald Skala Wilhelm Reinhard Graf Neipperg, k. k. Feldmarschall, Ritter des Goldenen Vlies
- de:Wilhelm Reinhard von Neipperg（12. September 2009 um 04:31）